# Franco Morbidelli
Franco Morbidelli (Rome, 4 december 1994) is een Italiaans motorcoureur. In 2017 werd hij wereldkampioen in de Moto2-klasse van het wereldkampioenschap wegrace.

## Carrière

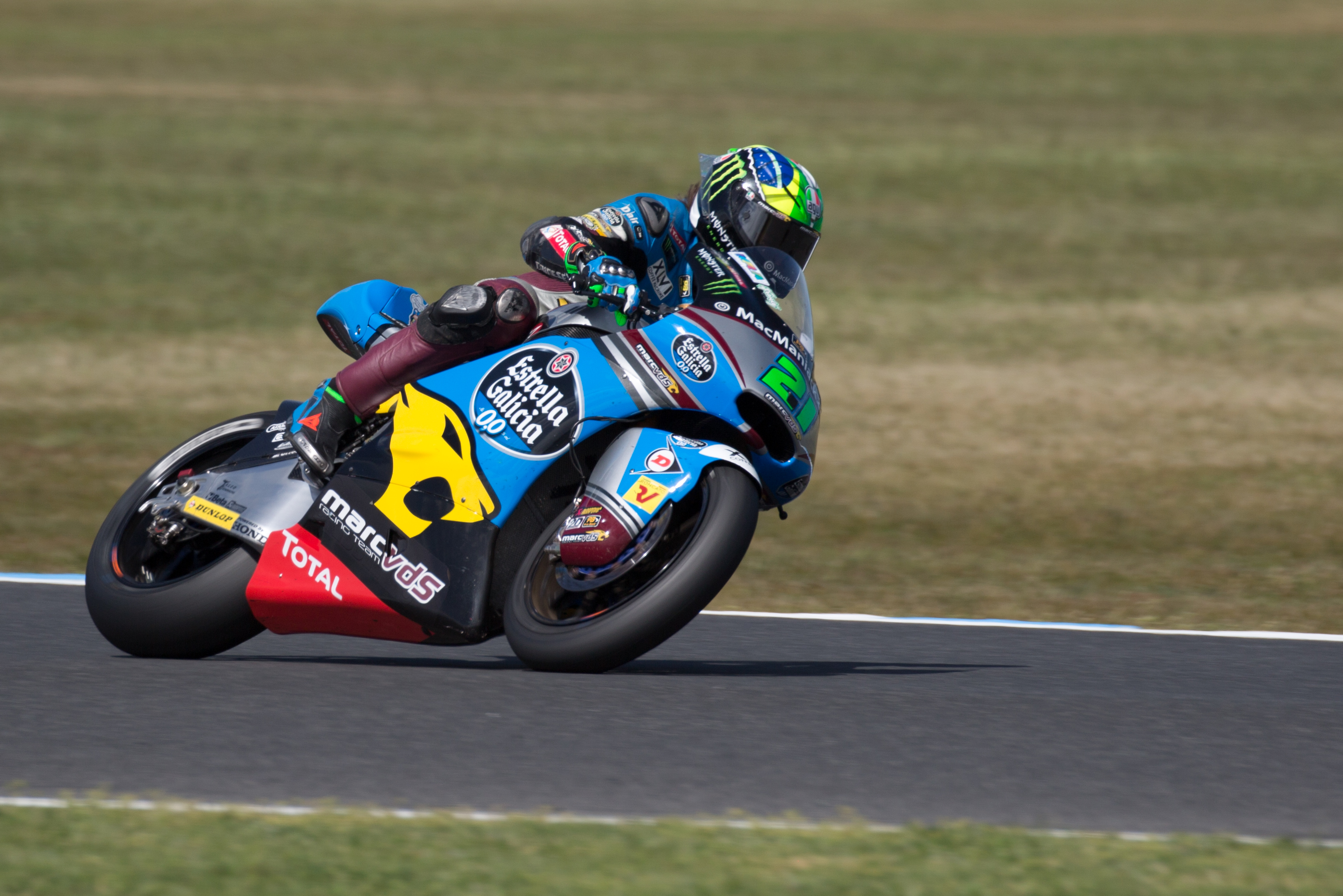
Franco Morbidelli op het Phillip Island Grand Prix Circuit in 2016.

Morbidelli maakte zijn debuut in het European Superstock 600 Championship in 2011, waarin hij vier races reed op een Yamaha. In 2012 reed hij zijn eerste volledige seizoen in dit kampioenschap en werd zesde in de eindstand met één podiumplaats op de Nürburgring. In 2013 stapte hij over naar een Kawasaki en won hij twee races op het Autódromo Internacional do Algarve en de Nürburgring en werd hij kampioen in deze klasse. Dat jaar maakte hij tevens zijn debuut in de Moto2-klasse van het wereldkampioenschap wegrace en reed op een Suter de Grands Prix van San Marino, Japan en Valencia als vervanger van respectievelijk Doni Tata Pradita en Thitipong Warokorn.
In 2014 maakte Morbidelli zijn fulltime debuut in het wereldkampioenschap, maar nu op een Kalex. Hij kende een goed debuutseizoen en eindigde in de tweede helft van het jaar regelmatig in de top 10, met een vijfde plaats in de Grand Prix van Aragón als hoogtepunt. Hij sloot het seizoen af op de elfde plaats met 75 punten als de op twee na beste rookie.
In 2015 behaalde Morbidelli tijdens de Grand Prix van Indianapolis zijn eerste podiumplaats. Vanwege een ongeluk tijdens een trainingssessie brak hij echter zijn scheenbeen en kuitbeen en moest hij vier races missen. Desondanks werd hij tiende in het kampioenschap met 90 punten.
In 2016 stond Morbidelli acht keer op het podium, waaronder vijf podiumplaatsen op een rij in de laatste vijf races. Hoewel hij geen races wist te winnen, werd hij achter Johann Zarco, Thomas Lüthi en Álex Rins vierde in de eindstand met 213 punten.
In 2017 begon Morbidelli het seizoen sterk met een overwinning in de Grand Prix van Qatar, zijn eerste zege in het wereldkampioenschap.
Morbidelli is gevraagd om eind 2019 samen met MotoGP-coureur Hafizh Syahrin en WSBK-coureur Michael van der Mark voor het Yamaha Sepang Racing Team mee te doen aan de 8 uur van Sepang in het EWC kampioenschap.

## Statistieken

### Grand Prix

#### Per seizoen
| Seizoen | Klasse | Motor  | Team                              | Races | Winst | Podiums | Poles | SR | Ptn  | Pos |
| ------- | ------ | ------ | --------------------------------- | ----- | ----- | ------- | ----- | -- | ---- | --- |
| 2013    | Moto2  | Suter  | Federal Oil Gresini Moto2         | 3     | 0     | 0       | 0     | 0  | 0    | NC  |
| 2014    | Moto2  | Kalex  | Italtrans Racing Team             | 18    | 0     | 0       | 0     | 0  | 75   | 11e |
| 2015    | Moto2  | Kalex  | Italtrans Racing Team             | 14    | 0     | 1       | 0     | 2  | 90   | 10e |
| 2016    | Moto2  | Kalex  | EG 0,0 Marc VDS                   | 18    | 0     | 8       | 0     | 3  | 213  | 4e  |
| 2017    | Moto2  | Kalex  | EG 0,0 Marc VDS                   | 18    | 8     | 12      | 6     | 8  | 308  | 1e  |
| 2018    | MotoGP | Honda  | EG 0,0 Marc VDS                   | 16    | 0     | 0       | 0     | 0  | 50   | 15e |
| 2019    | MotoGP | Yamaha | Petronas Yamaha SRT               | 19    | 0     | 0       | 0     | 0  | 115  | 10e |
| 2020    | MotoGP | Yamaha | Petronas Yamaha SRT               | 14    | 3     | 5       | 2     | 1  | 158  | 2e  |
| 2021    | MotoGP | Yamaha | Petronas Yamaha SRT               | 8     | 0     | 1       | 0     | 0  | 40   | 17e |
| 2021    | MotoGP | Yamaha | Monster Energy Yamaha MotoGP      | 5     | 0     | 0       | 0     | 0  | 7    | 17e |
| 2022    | MotoGP | Yamaha | Monster Energy Yamaha MotoGP      | 20    | 0     | 0       | 0     | 0  | 42   | 19e |
| 2023    | MotoGP | Yamaha | Monster Energy Yamaha MotoGP      | 20    | 0     | 0       | 0     | 0  | 102  | 13e |
| 2024    | MotoGP | Ducati | Prima Pramac Racing               | 20    | 0     | 0       | 0     | 0  | 173  | 9e  |
| 2025*   | MotoGP | Ducati | Pertamina Enduro VR46 Racing Team | 11    | 0     | 2       | 0     | 1  | 144  | 5e  |
| Totaal  | Totaal | Totaal | Totaal                            | 204   | 11    | 29      | 8     | 15 | 1517 |     |

#### Per klasse
| Klasse | Seizoenen  | 1e GP           | 1e podium         | 1e winst        | Races | Winst | Podiums | Poles | SR | Ptn  | Kampioen |
| ------ | ---------- | --------------- | ----------------- | --------------- | ----- | ----- | ------- | ----- | -- | ---- | -------- |
| Moto2  | 2013-2017  | San Marino 2013 | Indianapolis 2015 | Qatar 2017      | 71    | 8     | 21      | 6     | 13 | 686  | 1        |
| MotoGP | 2018-heden | Qatar 2018      | Tsjechië 2020     | San Marino 2020 | 133   | 3     | 8       | 2     | 2  | 831  | 0        |
| Totaal | 2013-heden | 2013-heden      | 2013-heden        | 2013-heden      | 204   | 11    | 29      | 8     | 15 | 1517 | 1        |

#### Races per jaar
(vetgedrukt betekent pole positie; cursief betekent snelste ronde; 1–9 betekent positie in de sprintrace)
| Jaar | Klasse | Motor  | 1      | 2       | 3       | 4        | 5        | 6       | 7       | 8       | 9       | 10      | 11      | 12     | 13       | 14      | 15     | 16     | 17      | 18       | 19      | 20     | 21  | 22  | Pos | Ptn  |
| ---- | ------ | ------ | ------ | ------- | ------- | -------- | -------- | ------- | ------- | ------- | ------- | ------- | ------- | ------ | -------- | ------- | ------ | ------ | ------- | -------- | ------- | ------ | --- | --- | --- | ---- |
| 2013 | Moto2  | Suter  | QAT    | AME     | SPA     | FRA      | ITA      | CAT     | NED     | DUI     | INP     | TSJ     | GBR     | SMR 20 | ARA      | MAL     | AUS    | JPN 18 | VAL 17  |          |         |        |     |     | NC  | 0    |
| 2014 | Moto2  | Kalex  | QAT 25 | AME 17  | ARG 13  | SPA 20   | FRA 10   | ITA 10  | CAT 21  | NED 24  | DUI 6   | INP DNF | TSJ 8   | GBR 6  | SMR 7    | ARA 5   | JPN 7  | AUS 13 | MAL DNF | VAL 21   |         |        |     |     | 11  | 75   |
| 2015 | Moto2  | Kalex  | QAT 5  | AME 5   | ARG 5   | SPA 6    | FRA 5    | ITA DNF | CAT 8   | NED 19  | DUI DNF | INP 3   | TSJ 10  | GBR    | SMR      | ARA     | JPN    | AUS 11 | MAL 15  | VAL DNF  |         |        |     |     | 10  | 90   |
| 2016 | Moto2  | Kalex  | QAT 7  | ARG 25  | AME 14  | SPA 4    | FRA 4    | ITA 8   | CAT 11  | NED 3   | DUI DNF | OOS 2   | TSJ 8   | GBR 2  | SMR 5    | ARA 3   | JPN 3  | AUS 2  | MAL 2   | VAL 3    |         |        |     |     | 4   | 213  |
| 2017 | Moto2  | Kalex  | QAT 1  | ARG 1   | AME 1   | SPA DNF  | FRA 1    | ITA 4   | CAT 5   | NED 1   | DUI 1   | TSJ 8   | OOS 1   | GBR 3  | SMR DNF  | ARA 1   | JPN 8  | AUS 3  | MAL 3   | VAL 2    |         |        |     |     | 1   | 308  |
| 2018 | MotoGP | Honda  | QAT 12 | ARG 14  | AME 21  | SPA 9    | FRA 13   | ITA 15  | CAT 14  | NED DNS | DUI WD  | TSJ 13  | OOS 19  | GBR C  | SMR 12   | ARA 11  | THA 14 | JPN 11 | AUS 8   | MAL 12   | VAL DNF |        |     |     | 15  | 50   |
| 2019 | MotoGP | Yamaha | QAT 11 | ARG DNF | AME 5   | SPA 7    | FRA 7    | ITA DNF | CAT DNF | NED 5   | DUI 9   | TSJ DNF | OOS 10  | GBR 5  | SMR 5    | ARA DNF | THA 6  | JPN 6  | AUS 11  | MAL 6    | VAL DNF |        |     |     | 10  | 115  |
| 2020 | MotoGP | Yamaha | SPA 5  | AND DNF | TSJ 2   | OOS DNF  | STI 15   | SMR 1   | EMI 9   | CAT 4   | FRA DNF | ARA 6   | TER 1   | EUR 11 | VAL 1    | POR 3   |        |        |         |          |         |        |     |     | 2   | 158  |
| 2021 | MotoGP | Yamaha | QAT 18 | DOH 12  | POR 4   | SPA 3    | FRA 16   | ITA 16  | CAT 9   | DUI 18  | NED     | STI     | OOS     | GBR    | ARA      | SMR 18  | AME 19 | EMI 14 | ALG 17  | VAL 9    |         |        |     |     | 17  | 47   |
| 2022 | MotoGP | Yamaha | QAT 11 | INA 7   | ARG DNF | AME 16   | POR 13   | SPA 15  | FRA 15  | ITA 17  | CAT 13  | DUI 13  | NED DNF | GBR 15 | OOS DNF  | SMR DNF | ARA 17 | JPN 14 | THA 13  | AUS DNF  | MAL 11  | VAL 10 |     |     | 19  | 42   |
| 2023 | MotoGP | Yamaha | POR 14 | ARG 4   | AME 8   | SPA 11   | FRA 10   | ITA 10  | DUI 12  | NED 9   | GBR 14  | OOS 119 | CAT 14  | SMR 15 | IND 7    | JPN 17  | INA 14 | AUS 17 | THA 11  | MAL 7    | QAT 16  | VAL 7  |     |     | 13  | 102  |
| 2024 | MotoGP | Ducati | QAT 18 | POR 18  | AME DNF | SPA DNF4 | FRA 7    | CAT DNF | ITA 64  | NED 9   | DUI 5   | GBR 10  | OOS 86  | ARA 6  | SMR DNF3 | EMI 59  | INA 45 | JPN 5  | AUS 65  | THA DNF6 | MAL 146 | SOL 86 |     |     | 9   | 173  |
| 2025 | MotoGP | Ducati | THA 45 | ARG 37  | AME 45  | QAT 3    | SPA DNF4 | FRA 15  | GBR 4   | ARA 54  | ITA 67  | NED 78  | DUI DNS | TSJ    | OOS 11   | HON     | CAT    | SMR    | JPN     | INA      | AUS     | MAL    | POR | VAL | 5*  | 144* |

* Seizoen nog bezig.